# Мат Бомонт
Мат Бомонт (на английски: Matt Beaumont) е английски писател, автор на произведения в жанра хумористичен роман и драма.

## Биография и творчество
Мат Бомонт е роден през 1959 г. в Англия. От малък рисува добре и учи в училище по изкуствата в Лондон, където завършва графичен дизайн. След дипломирането си работи в рекламни агенции като копирайтър и достига до директор на рекламна агенция в Лондон.
Жени се за писателката Мария Бомонт. Имат 2 деца – Сам и Холи.
Първият му роман „e.“ от едноименната поредица е публикуван през 2000 г. Книгата е сатира за живота в лондонска рекламна агенция. Счита се за един от първите епистоларни романи, в които героите общуват чрез електронна поща.
Мат Бомонт живее със семейството си в Северен Лондон.

## Произведения

### Самостоятелни романи
- The Book, the Film, the T-shirt (2002)
- Staying Alive (2004)
Искам си топките, изд.: ИК „Кръгозор“, София (2006), прев. Цветана Генчева
- Where There's a Will (2006)
- Small World (2008)

### Серия „Електронна поща“ (e)
1. e. (2000)
Е, прев. Светлана Ахчийска (2014) - не е издаван в България
2. The e. Before Christmas (2000)
3. E Squared (2009)